# Kartsev
Kartsev (del ruso: Карцев) es un jútor del raión de Guiaguínskaya en la república de Adiguesia de Rusia. Está situado en la orilla izquierda del río Fars, 26 km al este de Guiaguínskaya y 25 km al nordeste de Maikop, la capital de la república y pertenece al municipio de Serguíyevskoye. Tenía 70 habitantes en 2010